# 蜗牛数字
蜗牛数字，全称苏州蜗牛数字科技股份有限公司，是中国大陆一家运营数字文化娱乐内容的科技公司，业务涵盖电子游戏、移动通信、虚拟科技等领域，于2000年10月在苏州由石海创立。该公司主要以研发和运营3D大型多人在线角色扮演游戏为主，同时也研发和运营多款网页游戏，部分游戏作品已授权至海外， 被评为2011年度中国十大品牌游戏企业之一。

## 游戏产品

### 2006年
- 航海世纪（MMORPG）

### 2009年
- 九阴真经（MMORPG）

### 2011年
- 帝国文明（网页游戏）

### 其他
- 龙战（网页游戏）
- 天子（MMORPG）
- 舞街区（休闲游戏）
- 英雄之城（网页游戏）
- 太極熊貓 (手機遊戲)

## 社区平台
- 蜗牛网